# 続諸宗部 (大正蔵)
続諸宗部（ぞくしょしゅうぶ）とは、大正新脩大蔵経において、日本における各仏教宗派に関する文献をまとめた領域のこと。
第28番目の部であり、収録されている典籍ナンバーは2296から2700まで。巻数では第70巻（後半）から第84巻（前半）にかけてに相当する。

## 構成

### 巻別
- 続諸宗部 （一） 第70巻 - No.2296-2308
- 続諸宗部 （二） 第71巻 - No.2309-2325
- 続諸宗部 （三） 第72巻 - No.2326-2340
- 続諸宗部 （四） 第73巻 - No.2341-2346
- 続諸宗部 （五） 第74巻 - No.2347-2384
- 続諸宗部 （六） 第75巻 - No.2385-2408
- 続諸宗部 （七） 第76巻 - No.2409-2410
- 続諸宗部 （八） 第77巻 - No.2411-2460
- 続諸宗部 （九） 第78巻 - No.2461-2509
- 続諸宗部 （十） 第79巻 - No.2510-2542
- 続諸宗部 （十一） 第80巻 - No.2543-2561
- 続諸宗部 （十二） 第81巻 - No.2562-2579
- 続諸宗部 （十三） 第82巻 - No.2580-2607
- 続諸宗部 （十四） 第83巻 - No.2608-2679
- 続諸宗部 （十五） 第84巻 - No.2680-2700

### 宗派別
| 宗派                           | 述者 | 巻数           | 通し番号     |
| ------------------------------ | --- | -------------- | ------------ |
| 三論宗                         | 玄叡、宗、珍海、澄禅、聖守など | 第70巻         | No.2296-2308 |
| 法相宗                         | 護命、慚安、貞慶、良遍、聞証、基弁、善珠、清範、真興、仲算など | 第71巻         | No.2309-2325 |
| 華厳宗                         | 普機、増春、親円、景雅、高弁（明恵）、宗性、凝然、寿霊、審乗、聖詮、霊波、実英、鳳潭、普寂など | 第72巻・第73巻 | No.2326-2346 |
| 律宗                           | 豊安、凝然、法進、実範、覚盛、叡尊など | 第74巻         | No.2347-2360 |
| 天台宗                         | 最澄、義真、円仁、円珍、蓮剛、源信、忠尋、証真、恵鎮、貞舜、光定、安然、仁空、敬光、覚超、最円、皇慶、長宴、光宗、良祐、澄豪、真盛など | 第74巻-第77巻  | No.2361-2424 |
| 真言宗                         | 空海、実恵、成尊、済暹、実範、重誉、興然、道範、頼宝、杲宝、宥快、曇寂、真済、真寂、元杲、仁海、寛信、元海、実運、勝賢、覚成、守覚、成賢、道範、覚鑁、頼瑜、聖憲など | 第77巻-第79巻  | No.2425-2542 |
| 臨済宗                         | 栄西、円爾、東山湛照、白雲慧暁、蘭渓道隆、南浦紹明、子元祖元（無学祖元）、蔵山順空、高峯顕日、規庵祖円、一山一寧、竺僊梵仙、夢窓疎石、義堂周信、鉄舟徳済、抜隊得勝、無文元選、春屋妙葩、絶海中津、空谷明応、愚中周及、寂室玄光、一糸文守、宗峰妙超、徹翁義亨、雪江宗深、景川宗隆、悟渓宗頓、東陽英朝、大休宗林、特芳禅傑、白隠慧鶴、東嶺円慈、清拙正澄、天倫楓隠、無著道忠など | 第80巻・第81巻 | No.2543-2579 |
| 曹洞宗                         | 道元、瑩山紹瑾、孤雲懐奘、義雲、通幻寂霊、実峰良秀、普済善救、月坡道印、月舟宗胡、独菴玄光、卍山道白、天桂伝尊、万仭道坦、無隠道費、指月慧印、面山瑞芳など | 第82巻         | No.2580-2604 |
| 黄檗宗                         | 隠元隆琦 | 第82巻         | No.2605-2607 |
| 浄土教 （浄土宗・ 浄土真宗他） | 源空（法然）、弁阿聖光（弁長）、良忠、了誉聖冏、向阿証賢、大玄、証空、浄音、道教顕意、行観覚融、実道恵仁、光雲明秀、俊鳳妙瑞、親鸞、従覚、覚如宗昭、存覚光玄、円如光融、蓮如兼寿、顕智、真慧、聖覚、隆寬、融観、託阿、源信、永観、珍海、凝然など | 第83巻・第84巻 | No.2608-2687 |
| 日蓮宗                         | 日蓮、日興、日向 | 第84巻         | No.2688-2700 |

### 詳細
続諸宗部 （一） 第70巻 - No.2296-2308
- 2296.『大乗三論大義鈔』
- 2297.『一乗仏性慧日抄』
- 2298.『大乗正観略私記』
- 2299.『三論玄疏文義要』
- 2300.『三論玄義検幽集』
- 2301.『三論玄義鈔』
- 2302.『三論玄義誘蒙』
- 2303.『大乗玄問答』
- 2304.『一乗義私記』
- 2305.『八識義章研習抄』
- 2306.『名教抄』
- 2307A.『三論興縁』
- 2307B.『三論宗濫觴』
- 2308.『三論宗初心初学鈔』

続諸宗部 （二） 第71巻 - No.2309-2325
- 2309.『大乗法相研神章』
- 2310.『法相燈明記』
- 2311.『心要鈔』
- 2312.『観心覚夢鈔』
- 2313.『真心要決』
- 2314.『二巻鈔』
- 2315.『略述法相義』
- 2316.『大乗一切法相玄論』
- 2317.『法苑義鏡』
- 2318.『五心義略記』
- 2319.『唯識義私記』
- 2320.『法相宗賢聖義略問答第四』
- 2321.『唯識分量決』
- 2322.『四分義極略私記』
- 2323.『大乗法苑義林章師子吼鈔』
- 2324.『七十五法名目』
- 2325.『有宗七十五法記』

続諸宗部 （三） 第72巻 - No.2326-2340
- 2326.『華厳宗一乗開心論』
- 2327.『華厳一乗義私記』
- 2328.『華厳宗種性義抄』
- 2329.『華厳論草』
- 2330.『華厳信種義』
- 2331.『華厳修禅観照入解脱門義』
- 2332.『華厳仏光三昧観秘宝蔵』
- 2333.『華厳宗香薫抄』
- 2334.『華厳宗大要抄』
- 2335.『華厳宗要義』
- 2336.『華厳宗所立五教十宗大意略抄』
- 2337.『華厳五教章指事』
- 2338.『華厳五教章名目』
- 2339.『五教章通路記』
- 2340.『華厳五教章問答抄』

続諸宗部 （四） 第73巻 - No.2341-2346
- 2341.『華厳五教章深意鈔』
- 2342.『五教章見聞鈔』
- 2343.『五教章不審』
- 2344.『華厳一乗教分記輔宗匡真鈔』
- 2345.『華厳五教章衍秘鈔・華厳五教章科』
- 2346.『金師子章勘文』

続諸宗部 （五） 第74巻 - No.2347-2384
- 2347.『戒律伝来記』
- 2348.『律宗綱要』
- 2349.『東大寺授戒方軌』
- 2350.『東大寺戒壇院受戒式』
- 2351.『唐招提寺戒壇別受戒式』
- 2352.『菩薩戒本宗要雑文集』
- 2353.『菩薩戒通受遣疑鈔』
- 2354.『菩薩戒通別二受鈔』
- 2355.『通受比丘懺悔両寺不同記』
- 2356.『菩薩戒本宗要輔行文集』
- 2357.『応理宗戒図釈文鈔』
- 2358A.『菩薩戒問答洞義抄』
- 2358B.『菩薩戒綱要鈔』
- 2359.『律宗行事目心鈔』
- 2360.『大乗円戒顕正論』
- 2361.『願文』
- 2362.『守護国界章』
- 2363.『長講法華経先分発願文』
- 2364.『長講金光明経会式』
- 2365.『長講仁王般若経会式』
- 2366.『天台法華宗義集』
- 2367.『授決集』
- 2368.『諸家教相同異集』
- 2369.『定宗論』
- 2370.『一乗要決』
- 2371.『漢光類聚』
- 2372.『天台真言二宗同異章』
- 2373.『円密二教名目』
- 2374.『宗要柏原案立』
- 2375.『天台円宗四教五時西谷名目』
- 2376.『顕戒論』
- 2377.『山家学生式』
- 2378.『授菩薩戒儀』
- 2379.『伝述一心戒文』
- 2380.『顕揚大戒論』
- 2381.『普通授菩薩戒広釈』
- 2382.『新学行要抄』
- 2383.『菩薩円頓授戒灌頂記』
- 2384.『円戒指掌』

続諸宗部 （六） 第75巻 - No.2385-2408
- 2385.『胎蔵界虚心記』
- 2386.『金剛界浄地記』
- 2387.『蘇悉地妙心大』
- 2388.『妙成就記』
- 2389.『真言所立三身問答』
- 2390.『胎蔵界大法対受記』
- 2391.『金剛界大法対受記』
- 2392.『蘇悉地対受記』
- 2393.『観中院撰定事業灌頂具足支分』
- 2394.『大日経供養持誦不同』
- 2395A.『教時諍』
- 2395B.『教時諍論』
- 2396.『真言宗教時義』
- 2397.『胎蔵金剛菩提心義略問答抄』
- 2398.『胎蔵三密抄』
- 2399.『三密抄料簡』
- 2400.『金剛三密抄』
- 2401.『東曼荼羅抄』
- 2402.『西曼荼羅集』
- 2403.『五相成身私記』
- 2404.『胎蔵界生起』
- 2405.『秘密壇都法大阿闍梨常念誦生起』
- 2406.『金剛界次第生起・謹答金剛界疑問総来十條』
- 2407.『随要記』
- 2408.『四十帖決』

続諸宗部 （七） 第76巻 - No.2409-2410
- 2409.『行林抄』
- 2410.『渓嵐拾葉集』

続諸宗部 （八） 第77巻 - No.2411-2460
- 2411.『三昧流口伝集』
- 2412.『総持抄』
- 2413.『授法日記』
- 2414.『了因決』
- 2415.『灌頂私見聞』
- 2416.『遮那業安立草』
- 2417.『法華懺法』
- 2418.『例時作法』
- 2419.『遮那業学則』
- 2420.『奏進法語』
- 2421.『念仏三昧法語』
- 2422.『真迢上人法語』
- 2423.『真荷上人法語』
- 2424.『真朗上人法語』
- 2425.『秘密漫荼羅十住心論』
- 2426.『秘蔵宝鑰』
- 2427.『弁顕密二教論』
- 2428.『即身成仏義』
- 2429.『声字実相義』
- 2430.『吽字義』
- 2431.『御遺告』
- 2432.『阿字観用心口決』
- 2433.『真言付法纂要抄』
- 2434.『弁顕密二教論懸鏡抄』
- 2435.『顕密差別問答』
- 2436.『四種法身義』
- 2437.『住心決疑抄』
- 2438.『阿字義』
- 2439.『阿字要略観』
- 2440.『大経要義抄注解』
- 2441.『秘宗教相鈔』
- 2442.『十住心論鈔』
- 2443.『十住心論打聞集』
- 2444.『十住遮難抄』
- 2445.『真言教主問答抄』
- 2446.『千輻輪相顕密集』
- 2447.『貞応抄』
- 2448.『諸法分別抄』
- 2449.『真言名目』
- 2450.『開心抄』
- 2451.『金剛頂宗綱概』
- 2452.『大日経教主本地加持分別』
- 2453.『宝冊鈔』
- 2454.『十住心義林』
- 2455.『大日経教主異義事』
- 2456.『宝鏡鈔』
- 2457.『大日経教主義』
- 2458.『真言宗未決文』
- 2459.『未決答釈』
- 2460.『徳一未決答釈』

続諸宗部 （九） 第78巻 - No.2461-2509
- 2461.『大和尚奉為平安城太上天皇灌頂文』
- 2462.『三昧耶戒序』
- 2463.『秘密三昧耶仏戒儀』
- 2464.『五部陀羅尼問答偈讃宗秘論』
- 2465.『桧尾口訣』
- 2466.『高雄口訣』
- 2467.『五部肝心記』
- 2468.『要尊道場観』
- 2469.『不灌鈴等記』
- 2470.『具支灌頂儀式』
- 2471.『金剛界九会密記』
- 2472.『胎蔵界三部秘釈』
- 2473.『小野六帖』
- 2474.『五相成身義問答抄』
- 2475.『十八契印義釈生起』
- 2476.『別行』
- 2477.『柿袋』
- 2478.『要尊法』
- 2479.『勝語集』
- 2480.『事相料簡』
- 2481.『転非命業抄』
- 2482.『伝受集』
- 2483.『厚造紙』
- 2484.『諸尊要抄』
- 2485.『秘蔵金宝鈔』
- 2486.『玄秘抄』
- 2487.『治承記』
- 2488.『沢鈔』
- 2489.『秘鈔』
- 2490.『異尊抄』
- 2491.『右記』
- 2492.『左記』
- 2493.『御記』
- 2494.『追記』
- 2495.『薄双紙』
- 2496.『遍口鈔』
- 2497.『実帰鈔』
- 2498.『幸心鈔』
- 2499.『伝法灌頂私記』
- 2500.『四巻』
- 2501.『師口』
- 2502.『行法肝葉鈔』
- 2503.『授宝性院宥快記』
- 2504.『中院流四度口伝』
- 2505.『中院流事』
- 2506.『中院流大事聞書』
- 2507.『伝尸病口伝』
- 2508.『伝尸病灸治』
- 2509.『偽書論』

続諸宗部 （十） 第79巻 - No.2510-2542
- 2510.『顕密不同頌』
- 2511.『真言宗即身成仏義章』
- 2512.『乾字秘釈』
- 2513.『脂字義』
- 2514.『五輪九字明秘密釈』
- 2515.『密厳浄土略観』
- 2516.『秘密荘厳伝法灌頂一異義』
- 2517.『十八道沙汰』
- 2518.『金剛頂経蓮花部心念誦次第沙汰』
- 2519.『胎蔵界沙汰』
- 2520.『心月輪秘釈』
- 2521.『真言浄菩提心私記』
- 2522.『阿弥陀秘釈』
- 2523.『真言宗義』
- 2524.『秘密荘厳不二義章』
- 2525.『真言三密修行問答』
- 2526.『勧発頌』
- 2527.『密厳院発露懺悔文』
- 2528.『諸宗教理同異釈』
- 2529.『十八道口決』
- 2530.『野金口決鈔』
- 2531.『野胎口決鈔』
- 2532.『護摩口決』
- 2533.『金界発恵抄』
- 2534.『胎蔵入理鈔』
- 2535.『薄草子口決』
- 2536.『秘鈔問答』
- 2537.『釈摩訶衍論第十広短冊』
- 2538.『大疏百條第三重』
- 2539.『自証説法』
- 2540.『大疏談義』
- 2541.『秘密因縁管絃相成義』
- 2542.『読書二十二則』

続諸宗部 （十一） 第80巻 - No.2543-2561
- 2543.『興禅護国論』
- 2544.『聖一国師語録』
- 2545.『宝覚禅師語録』
- 2546.『仏照禅師語録』
- 2547.『大覚禅師語録』
- 2548.『円通大応国師語録』
- 2549.『仏光国師語録』
- 2550.『円鑑禅師語録』
- 2551.『仏国禅師語録』
- 2552.『南院国師語録』
- 2553.『一山国師語録』
- 2554.『竺僊和尚語録』
- 2555.『夢窓国師語録』
- 2556.『義堂和尚語録』
- 2557.『閻浮集』
- 2558.『塩山抜隊和尚語録』
- 2559.『無文禅師語録』
- 2560.『智覚普明国師語録』
- 2561.『絶海和尚語録』

続諸宗部 （十二） 第81巻 - No.2562-2579
- 2562.『常光国師語録』
- 2563.『大通禅師語録』
- 2564.『永源寂室和尚語録』
- 2565.『仏頂国師語録』
- 2566.『大燈国師語録』
- 2567.『徹翁和尚語録』
- 2568.『雪江和尚語録』
- 2569.『景川和尚語録』
- 2570.『虎穴録』
- 2571.『少林無孔笛』
- 2572.『見桃録』
- 2573.『西源特芳和尚語録』
- 2574.『槐安国語』
- 2575.『宗門無尽燈論』
- 2576.『五家参詳要路門』
- 2577.『大鑑清規』
- 2578.『諸回向清規式』
- 2579.『小叢林略清規』

続諸宗部 （十三） 第82巻 - No.2580-2607
- 2580.『普勧坐禅儀』
- 2581.『学道用心集』
- 2582.『正法眼蔵』
- 2583.『永平元和尚頌古』
- 2584.『永平清規』
- 2585.『伝光録』
- 2586.『坐禅用心記』
- 2587.『信心銘拈提』
- 2588.『十種勅問奏対集』
- 2589.『瑩山清規』
- 2590.『光明蔵三昧』
- 2591.『義雲和尚語録』
- 2592.『通幻霊禅師漫録』
- 2593.『実峰禅師語録』
- 2594.『普済禅師語録』
- 2595.『月坡禅師語録』
- 2596.『月舟和尚遺録』
- 2597.『独庵独語』
- 2598.『東林語録』
- 2599.『禅戒訣』
- 2600.『報恩編』
- 2601.『禅戒鈔』
- 2602.『心学典論』
- 2603.『荒田随筆』
- 2604.『建康普説』
- 2605.『普照国師語録』
- 2606.『普照国師法語』
- 2607.『黄檗清規』

続諸宗部 （十四） 第83巻 - No.2608-2679
- 2608.『選択本願念仏集』
- 2609.『徹選択本願念仏集』
- 2610.『選択伝弘決疑鈔』
- 2611.『黒谷上人語燈録』
- 2612.『拾遺黒谷上人語燈録』
- 2613.『末代念仏授手印』
- 2614.『浄土二蔵二教略頌』
- 2615.『帰命本願抄』
- 2616.『西要抄』
- 2617.『父子相迎』
- 2618.『大原談義聞書鈔』
- 2619.『蓮門学則』
- 2620.『選択密要決』
- 2621.『修業要決』
- 2622.『当麻曼荼羅供式』
- 2623.『曼荼羅八講論義抄』
- 2624.『女院御書』
- 2625.『鎮勧用心』
- 2626.『流祖上人箇條名目』
- 2627.『観経名目証拠十七箇條』
- 2628.『西山口決伝密鈔』
- 2629.『浄土宗要集』
- 2630.『竹林鈔』
- 2631.『菩薩蔵頓教一乗海義要決』
- 2632.『難易二道血脈図論』
- 2633.『華山院家四十八問答』
- 2634.『観経四品知識義』
- 2635.『仙洞三心義問答記』
- 2636.『浄土宗建立私記』
- 2637.『浄土童蒙指帰名目』
- 2638.『浄土宗法門大図』
- 2639.『浄土宗法門大図名目』
- 2640.『浄土口決集』
- 2641.『座右鈔』
- 2642.『初心行護鈔』
- 2643.『講院学堂通規』
- 2644.『愚要鈔』
- 2645.『西山復古篇』
- 2646.『顕浄土真実教行証文類』
- 2647.『浄土文類聚鈔』
- 2648.『愚禿鈔』
- 2649.『入出二門偈頌』
- 2650.『浄土和讃』
- 2651.『浄土高僧和讃』
- 2652.『正像末法和讃』
- 2653.『皇太子聖徳奉讃』
- 2654.『浄土三経往生文類』
- 2655.『如来二種回向文・往相回向還相回向文類』
- 2656.『尊号真像銘文』
- 2657.『一念多念文意』
- 2658.『唯心鈔文意』
- 2659.『末燈鈔』
- 2660.『親鸞聖人御消息集』
- 2661.『歎異抄』
- 2662.『執持鈔』
- 2663.『口伝鈔』
- 2664.『本願寺聖人親鸞伝絵』
- 2665.『報恩講式』
- 2666.『歎徳文』
- 2667.『浄土真要鈔』
- 2668.『蓮如上人御文』
- 2669.『蓮如上人御一代記聞書』
- 2670.『御俗姓御文』
- 2671.『大名目』
- 2672.『自要集』
- 2673.『顕正流義鈔』
- 2674.『西方指南抄』
- 2675.『唯信鈔』
- 2676.『後世物語聞書』
- 2677.『一念多念分別事』
- 2678.『自力他力事』
- 2679.『安心決定鈔』

続諸宗部 （十五） 第84巻 - No.2680-2700
- 2680.『融通円門章』
- 2681.『器朴論』
- 2682.『往生要集』
- 2683.『往生拾因』
- 2684.『決定往生集』
- 2685.『安養知足相対抄』
- 2686.『安養抄』
- 2687.『浄土法門源流章』
- 2688.『立正安国論』
- 2689.『開目抄』
- 2690.『撰時抄』
- 2691.『報恩抄』
- 2692.『観心本尊抄』
- 2693.『法華取要抄』
- 2694.『太田禅門許御書』
- 2695.『三大秘法抄』
- 2696.『四信五品鈔』
- 2697.『如説修行抄』
- 2698.『種種御振舞御書』
- 2699.『御義口伝鈔』
- 2700.『御講聞書』